# Myoxocephalus quadricornis
Myoxocephalus quadricornis là một loài cá thuộc họ Cá bống biển. Nó là một loài cá sống tầng đáy sinh sống chủ yếu ở nước lợ cận Bắc Cực trong các vùng ven biển Canada, Greenland, Nga, Alaska và một phần Biển Baltic. Ngoài ra còn có ở các quần thể nước ngọt trong các hồ tại Na Uy, Thụy Điển, Phần Lan và Karelia (tây bắc Nga), Canada cận Bắc Cực (Nunavut và Các Lãnh thổ Tây Bắc).
Loài cá bống biển Myoxocephalus thompsonii sinh sống ở của các hồ nước ngọt lục địa ở Bắc Mỹ (ví dụ, Ngũ Đại Hồ) có quan hệ họ hàng gần với loài tứ linh và được coi là một loài phụ của loài này, Myoxocephalus quadricornis thompsonii.

## Hình ảnh

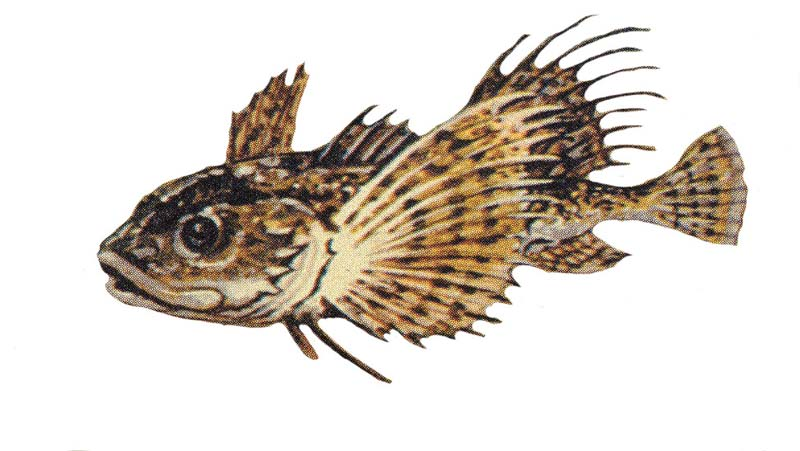